# Complexe sportif Sheriff

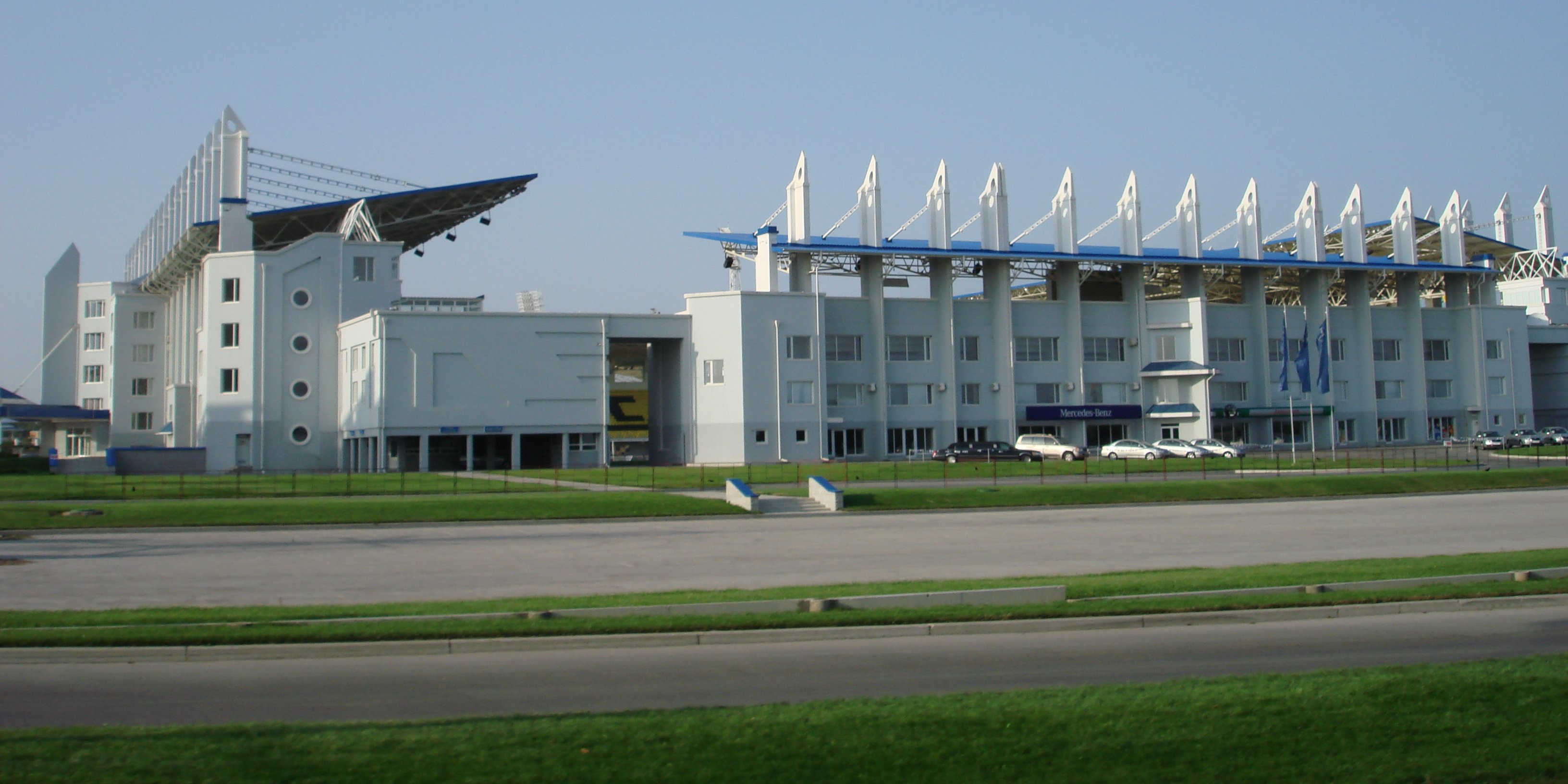
La Bolchaïa Sportivnaïa Arena (principal stade du complexe) en 2006.

Le Complexe sportif Sheriff (en roumain : Complexul sportiv "Sheriff", et en russe : Спортивный Комплекс Шериф) est un ensemble sportif situé à Tiraspol dans la région de Transnistrie en Moldavie. Le complexe s'étend sur plus de 40 hectares, et comprend la Bolchaïa Sportivnaïa Arena (le stade principal de 14 000 places), la Malaïa Sportivnaïa Arena (un stade de 8 000 places), 8 terrains d'entrainement, un stade couvert de 3 500 places, les logements pour les joueurs, un hôtel 5 étoiles et un centre de formation.

## Histoire

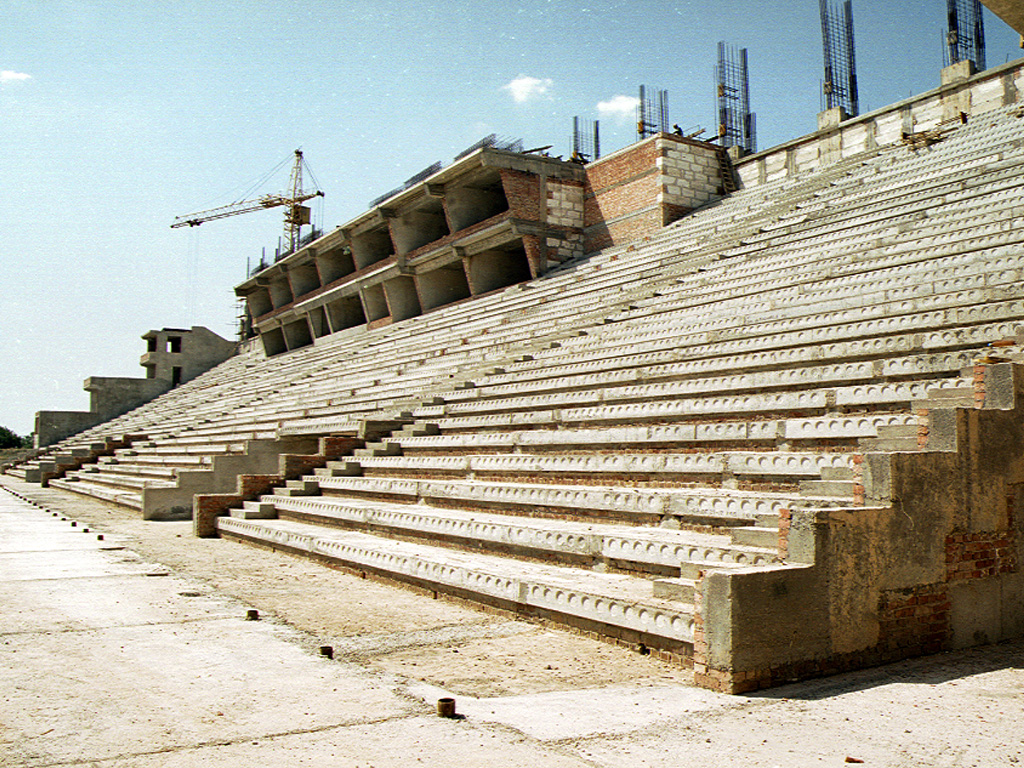
La Bolchaïa Sportivnaïa Arena en cours de construction.

La construction du complexe sportif Sheriff a commencé à la périphérie ouest de Tiraspol, le 1er août 2000. Elle aurait coûté près de $200 millions de dollars.
Le stade principal fut mis en service en juillet 2002. L'inspecteur de UEFA, M. Vertongen, qui a inspecté le complexe à la veille d'un match de qualification de la Ligue des champions, a évalué sa qualité comme excellente.